# Barchel
 Barchel  ist eine Ortschaft der Gemeinde Oerel im Norden des Landkreises Rotenburg (Wümme), Niedersachsen. Barchel hat etwa 660 Einwohner.

## Geografie
Barchel liegt an der Küstenstraße (B 71/ B 74) im Elbe-Weser-Dreieck in der Nähe von Bremervörde zwischen Hamburg und Bremen auf einem Ausläufer des großen norddeutschen Geestrückens, der sich von Meppen an der niederländischen Grenze bis zur Nordseeküste zwischen Elbe (Stade) und Weser (Bremerhaven) hinzieht.

## Geschichte
In Barchel wurden Urnengräber entdeckt, die auf eine sehr frühe Besiedelung des Gebietes hinweisen. Barchel erscheint im 14. Jahrhundert das erste Mal in einer Verteilungsurkunde des Gutes Poggemühlen unter dem Namen Berchelte. Der Name Berchelte geht vermutlich auf den altgermanischen Eigennamen Berchthold zurück. Daraus lässt sich schließen, dass der erste Siedler ein Mensch namens Berchthold war. Die Silbe „te“ deutet auf Zaun hin, Berchelte heißt also „Zaun des Berchthold“.
Um 1663 war aus Berchelte schon Barchel geworden. Aufgrund des Bevölkerungszuwachses wuchs auch der Bedarf an Land und Weideflächen. Die Abholzung der ursprünglichen Buchen- und Eichenwälder war die Folge.
Am 1. März 1974 wurde Barchel in die Gemeinde Oerel eingegliedert.

## Bauwerke
- Hofanlage Barcheler Straße 3 von um 1800 bzw. um 1850 in Fachwerk
- Hofanlage Barcheler Straße 15 von 1844 in Fachwerk
- Wohn- und Wirtschaftsgebäude Barcheler Straße 18 von um 1800 in Fachwerk
- Wohn- und Wirtschaftsgebäude Barcheler Straße 17 von 1838 in Fachwerk
- Wohn- und Wirtschaftsgebäude Barcheler Straße 43 von 1838 in Fachwerk
- Wohn- und Wirtschaftsgebäude Barcheler Straße 4 von 1857 in Fachwerk

## Wirtschaft
Wesentliche Wirtschaftsfaktor ist die Landwirtschaft mit größer gewordenen Höfen. Milchwirtschaft und Fleischproduktion (Mastrinder) sind die Eckpfeiler. Getreide und andere Feldfrüchte sind in der Graslandschaft eher die Ausnahme.
Neben der Landwirtschaft ist die Spedition, die Holzwirtschaft bzw. Baumschulen sowie kleinere Handwerksbetriebe und Dienstleister vor Ort vertreten.
In den vergangenen Jahren schlossen der letzte Lebensmittelladen, die Sparkasse, mehrere Gastwirtschaften sowie schon vor längerer Zeit die örtlichen Ziegelei. Der Kindergarten und die Schule wurden  geschlossen und nach Oerel verlagert.

## Freizeit
Ein öffentliches Freibad wird von der Samtgemeinde Geestequelle betrieben. Daneben gibt es zahlreiche Möglichkeiten der Freizeitgestaltung (Chor, Freiwillige Feuerwehr, Schützenverein, Film Club, Nordic Walking usw.).
Besonders zu erwähnen ist der Pferdesport. Barchel hat eine sehr große Anzahl Pferdeliebhaber und -züchter. Verschiedenste Pferderassen sind vertreten. Vielfältig sind die Aktivitäten rund ums Pferd. Mounted Games ist sehr beliebt. Springsport, Dressur, Westernreiten, Gangpferdereiten sowie Fahrsport sind zu finden. Der örtliche Reitverein bietet seinen Mitgliedern zwei Reithallen an.